# 莉娜·介朗
莉娜·介朗（法語：Lina Guérin，1991年4月16日—），法国女子橄榄球运动员。她曾代表法国参加2016年和2020年夏季奥林匹克运动会七人制橄榄球比赛，其中2020年奥运会获得一枚银牌。